# Arrest Broekmeulen/Huisarts Registratie Commissie
Het arrest Broekmeulen / Huisarts Registratie Commissie is een prejudiciële beslissing van het Europees Hof van Justitie
van 6 oktober 1981 (zaak 246/80), inzake een weigering van inschrijving als huisarts in Nederland.

## Casus en procesverloop
Broekmeulen, Nederlandse nationaliteit, heeft in Leuven geneeskunde gestudeerd en is in België bevoegd als huisarts.
Zijn verzoek om inschrijving in Nederland als huisarts werd geweigerd door de Huisarts Registratie Commissie, een orgaan van de Koninklijke Nederlandsche Maatschappij tot bevordering der Geneeskunst (KNMG), een beroepsorganisatie van artsen. De weigering was gegrond op het ontbreken van een bepaalde vervolgopleiding die een Nederlandse arts nodig heeft voor inschrijving als huisarts. Op grond van onderlinge erkenning van diploma's werd deze eis niet gesteld aan een buitenlandse huisarts,
maar Broekmeulen was Nederlander.
Broekmeulen ging in beroep bij de Commissie van Beroep Huisartsgeneeskunde te 's-Gravenhage, eveneens een orgaan van de KNMG.
De Commissie van Beroep heeft het Hof van Justitie verzocht om een prejudiciële beslissing. Broekmeulen verwijst naar het gemeenschapsrecht, in het bijzonder de vrijheid van vestiging en het vrije verkeer van diensten.

## Rechtsvraag
- Kan de Commissie van Beroep worden aangemerkt als rechterlijke instantie in de zin van artikel 177 EEG-verdrag? (Ja.)
- Is de weigering van inschrijving als huisarts in strijd met het gemeenschapsrecht? (Ja.)

## Uitspraak Hof
De Commissie van Beroep wordt aangemerkt als rechterlijke instantie in de zin van artikel 177 EEG-verdrag. Derhalve is het Hof bevoegd om een prejudiciële beslissing te geven. Inschrijving als huisarts is ten onrechte geweigerd.

## Betekenis
Het Hof geeft een ruime invulling aan het begrip rechterlijke instantie in de zin van art. 177 EEG-verdrag.

## Vervolg
In het arrest Nordsee is bepaald dat een arbiter geen rechterlijke instantie is in de zin van artikel 177 EEG-verdrag.